# Dylewo (Białoruś)
Dylewo (biał. Дылева, Dylewa; ros. Дылево, Dylewo) – wieś na Białorusi, w obwodzie grodzieńskim, w rejonie lidzkim, w sielsowiecie Wawiórka.

## Historia
Początkowo nazywała się Wawiórka Mała. Należała do Wielkiego Księstwa Litewskiego. W Rzeczypospolitej Obojga Narodów Dylewo leżało w województwie wileńskim, w powiecie lidzkim.
Odpadła od Polski w wyniku III rozbioru. W XIX i w początkach XX w. wieś, okolica szlachecka i chutor własności rządowej, położone w Rosji, w guberni wileńskiej, w powiecie lidzkim, w gminie Wasiliszki.
W dwudziestoleciu międzywojennym wieś (okolica) i zaścianek leżące w Polsce, w województwie nowogródzkim, w powiecie lidzkim, w gminie Myto/Wawiórka. W 1921 wieś liczyła 185 mieszkańców, zamieszkałych w 37 budynkach, wyłącznie Polaków. 182 mieszkańców było wyznania rzymskokatolickiego i 3 prawosławnego. Zaścianek liczył 39 mieszkańców, zamieszkałych w 6 budynkach, wyłącznie Polaków wyznania rzymskokatolickiego.
Po II wojnie światowej w granicach Związku Sowieckiego. Od 1991 w niepodległej Białorusi.

### Parafia
Od co najmniej XV w. istniała tu parafia katolicka, w 1568 przejęta przez kalwinów. W 1648 dzięki misji jezuickiej powróciła do katolicyzmu, jednak jeszcze w I poł. XVII w. została zniesiona przez biskupa wileńskiego Abrahama Woynę i włączona do parafii w Wawiórce. Kościół istniał jeszcze w 1881, rozebrany najprawdopodobniej przed 1900.